# Nisída Koínyra
Nisída Koínyra är en ö i Grekland.   Den ligger i regionen Östra Makedonien och Thrakien, i den nordöstra delen av landet, 300 km norr om huvudstaden Aten. Arean är 0,43 kvadratkilometer.
Terrängen på Nisída Koínyra är lite kuperad. Öns högsta punkt är 114 meter över havet. Den sträcker sig 1,2 kilometer i nord-sydlig riktning, och 0,8 kilometer i öst-västlig riktning.